# Flugunfall einer Boeing 707 der Egyptair bei Beni Suef 1972
Der Flugunfall einer Boeing 707 der Egyptair bei Beni Suef 1972 ereignete sich auf einem Trainingsflug der Egyptair am 5. Dezember 1972. Im Flug riss an der auf diesem Flug eingesetzten Maschine des Typs Boeing 707-366C ein Triebwerk samt Triebwerkspylon ab, woraufhin die Maschine außer Kontrolle geriet und abstürzte. Bei dem Unfall starben die fünf an Bord befindlichen Insassen.

## Maschine
Bei der verunglückten Maschine handelte es sich um eine Boeing 707-366C, die im Jahr 1969 im Werk von Boeing auf dem Boeing Field im US-Bundesstaat Washington als 809. Boeing 707 aus laufender Produktion mit der Werknummer 19845 endmontiert wurde. Der Erstflug der Maschine erfolgte am 15. Mai 1969, am 26. Mai 1969 wurde sie an die Egyptair ausgeliefert, wo sie mit dem Luftfahrzeugkennzeichen SU-AOW in Betrieb ging. Das vierstrahlige Langstrecken-Schmalrumpfflugzeug war mit vier Mantelstromtriebwerken des Typs Pratt & Whitney JT3D-7 ausgestattet.

## Insassen
Da es sich um einen Trainingsflug handelte, befand sich lediglich eine sechsköpfige Besatzung an Bord. Zu dieser gehörten ein Flugkapitän, ein Erster Offizier und ein Flugingenieur ebenso wie drei Techniker der Egyptair.

## Unfallhergang
Die Maschine hob um 14:34 Uhr vom Flughafen Kairo zu dem Trainingsflug ab. Während die Maschine der Luftstraße A1C folgte, stürzte sie um 15:05 Uhr bei Beni Suef, etwa 125 Kilometer südlich von Kairo, zu Boden und wurde völlig zerstört, wobei alle sechs Insassen starben.

## Ursache
Die Unfalluntersuchung ergab, dass im Flug das Triebwerk Nr. 4 (rechts außen) gemeinsam mit dem Triebwerkspylon abgerissen war. Die Maschine sei auf dieses Strukturversagen hin außer Kontrolle geraten.